# Mori Arinori
Mori Arinori, född 23 augusti 1847, död 12 februari 1889, var en japansk diplomat och politiker.

## Biografi
Mori sändes av regeringen att studera i Europa och uppehöll sig två år i London. Som medlem av den japanska notabelförsamlingen (giji-in) föreslog han 1869, att rätten att bära vapen skulle fråntagas samurajerna, men motionen avslogs med alla rösterna utom hans egen.
1870 utnämndes Mori till sändebud i Washington, D.C.. År 1874 blev han statssekreterare i utrikesdepartementet, sedan ställföreträdande utrikesminister, 1875 sändebud i Peking och 1879 i London. År 1885 blev han undervisningsminister.
Genom sin förkärlek för främmande seder och språk (han ville göra engelskan till officiellt språk i Japan och skrev sitt eget namn Maury) och öppet visad missaktning för urgamla japanska åskådningar ådrog han sig mycket hat och mördades med en dolkstöt samma dag som Japans författning proklamerades. Mori utgav åtskilliga arbeten på engelska.